# Lips Like Sugar
Lips Like Sugar è un singolo del gruppo musicale inglese Echo & the Bunnymen, pubblicato il 14 agosto 1987 come secondo estratto dall'album omonimo.
Raggiunse il numero 36 della classifica britannica e il numero 24 di quella irlandese. Il singolo venne pubblicato in vinile da 7" e da 12" dalla WEA e dalla Sire Records in versione 12" negli Stati Uniti.

## Il disco

### Panoramica
Il lato B del singolo da 7 pollici è una traccia intitolata Rollercoaster. Questo brano venne spostato sul lato A insieme a una versione remixata della title track per il singolo britannico da 12 pollici e fu distribuito come doppio lato A accoppiato a una cover di People Are Strange dei Doors, che venne registrata per la colonna sonora del film Ragazzi perduti e uscì come singolo a sé stante l'anno successivo (1988). Il singolo da 12 pollici degli Stati Uniti aveva lo stesso lato A del singolo britannico da 12 pollici con altri due mix della title track del lato B.
Ian McCulloch scrisse i testi di Lips Like Sugar e Rollercoaster. La musica di Lips Like Sugar fu scritta da McCulloch, Will Sergeant e Les Pattinson e quella di Rollercoaster venne scritta da McCulloch, Sergeant, Pattinson e Pete de Freitas. Lips Like Sugar fu prodotta da Laurie Latham, Rollercoaster dai Bunnymen e Gil Norton e People Are Strange da Ray Manzarek.

### Confezione
Il singolo da 7 pollici venne distribuito con una copertina pieghevole con una foto di McCulloch sulla copertina anteriore, Sergeant sulla quella posteriore e Pattinson e de Freitas sulle due copertine interne. Il singolo da 7 pollici era disponibile anche in una confezione in edizione limitata contenente il singolo e le tre cartoline postali. Il singolo da 12 pollici e quello da 7 pollici in scatola avevano la stessa immagine sulle copertine anteriori come il singolo da 7 pollici in edizione standard.

### Cover
Una galleria fotografica accompagnata dall'audio dei Coldplay che eseguono Lips Like Sugar dal vivo a Parigi è inclusa nel DVD singolo del 2002 The Scientist. Questa traccia audio è stata inclusa anche nell'uscita australiana del loro singolo del 2003 God Put a Smile upon Your Face. Seal ha registrato una versione della canzone con il cantante reggae Mikey Dread per la colonna sonora del film del 2004 50 volte il primo bacio. Una versione della canzone, eseguita da Solina, è inclusa nell'album del 2005 Play the Game: Un tributo a Echo & The Bunnymen. I Smashing Pumpkins hanno suonato Lips Like Sugar nel tour europeo ed australiano del 2008. Una performance della canzone è stata registrata su MTV Australia.

## Tracce

### 7"
Lato 1
1. Lips Like Sugar ° - 4:35 (testo: McCulloch - musica: Sergeant, McCulloch, Pattinson)

Lato 2
1. Rollercoaster - 4:01 (testo: McCulloch - musica: Echo & the Bunnymen)

### 12"
Lato A
1. Lips Like Sugar °
2. Rollercoaster

Lato AA
1. People Are Strange (testo: Morrison - musica: Morrison, Krieger)

° Mixato da Bruce Lampcov.

## Formazione
- Ian McCulloch - voce, chitarra
- Will Sergeant - chitarra
- Les Pattinson - basso
- Pete de Freitas - batteria

## Classifiche
| Classifica (1987) | Posizione massima |
| ----------------- | ----------------- |
| Regno Unito       | 36                |
| Irlanda           | 24                |